# Malgrat de Mar
Malgrat de Mar – miasto w Hiszpanii, we wspólnocie autonomicznej Katalonia, w comarce Maresme nad Morzem Śródziemnym. Znajduje się między Santa Susanną a Blanes. W 2008 liczyło 18 261 mieszkańców. Przez miasto przejeżdża kolej Renfe.

## Miasta partnerskie
- Cárdenas, Nikaragua
- Incisa in Val d’Arno, Włochy
- Moguer, Hiszpania
- Seynod, Francja

## Galeria zdjęć

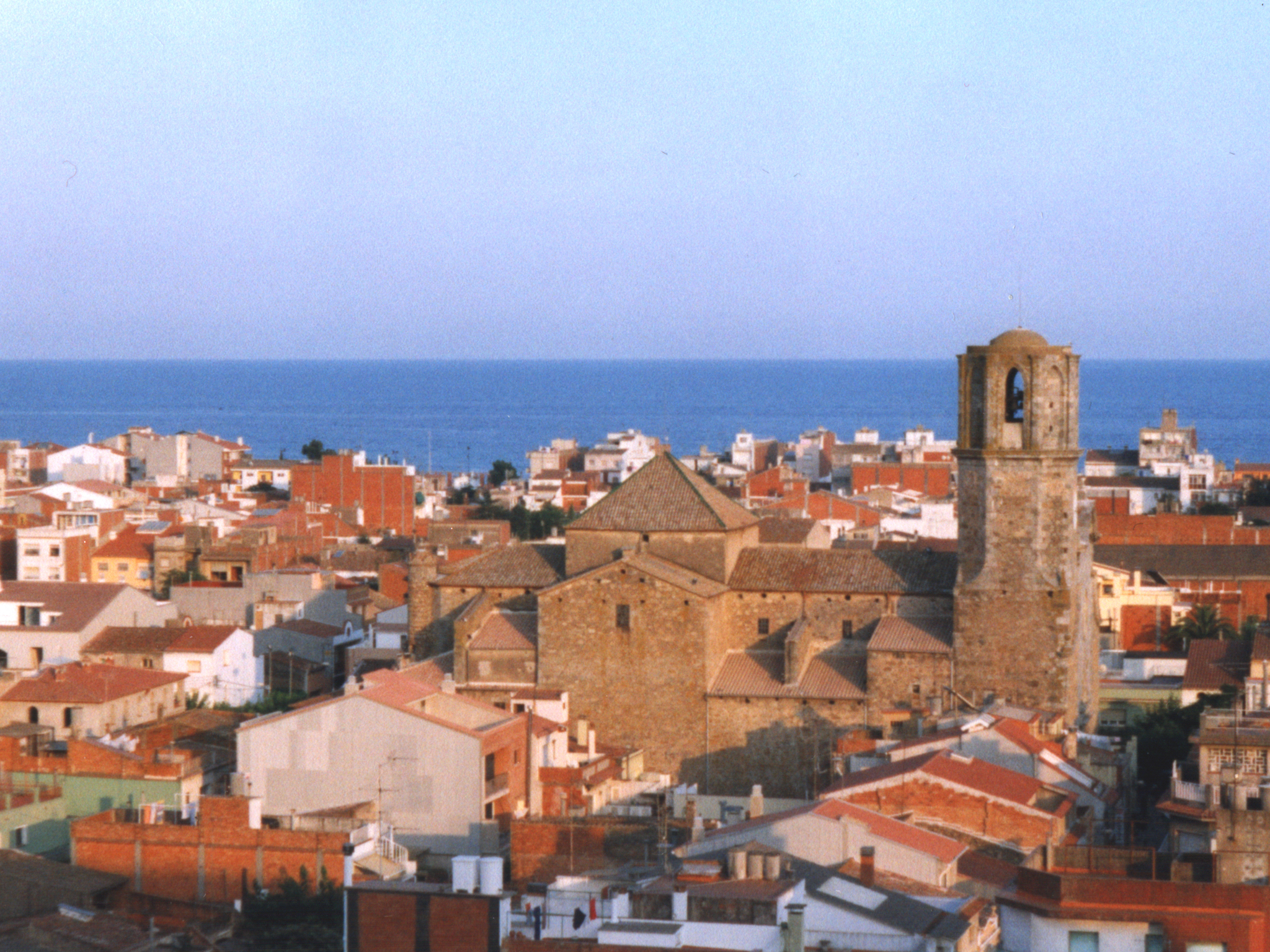
Kościół św. Mikołaja
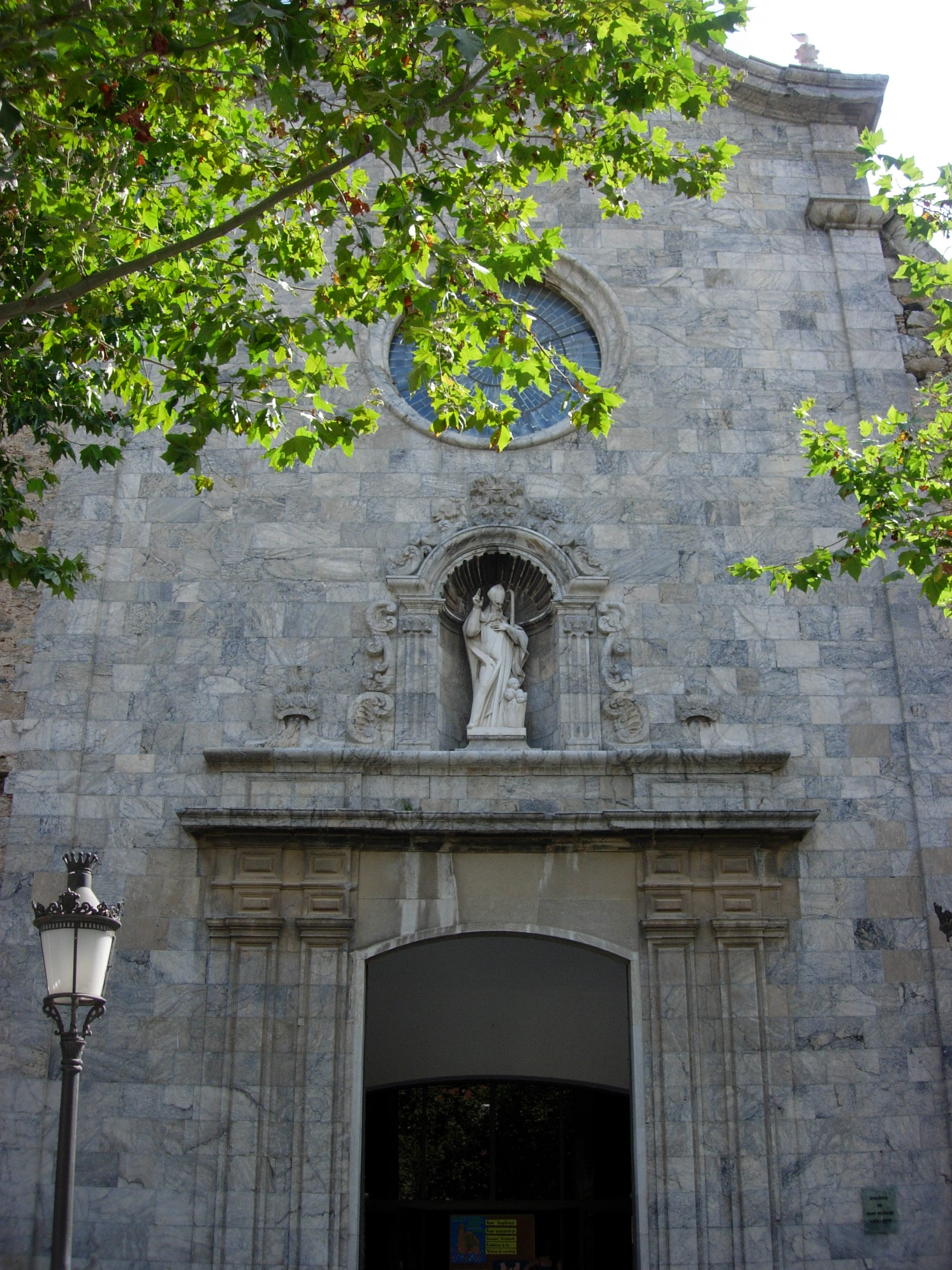
Wejście do kościoła św. Mikołaja
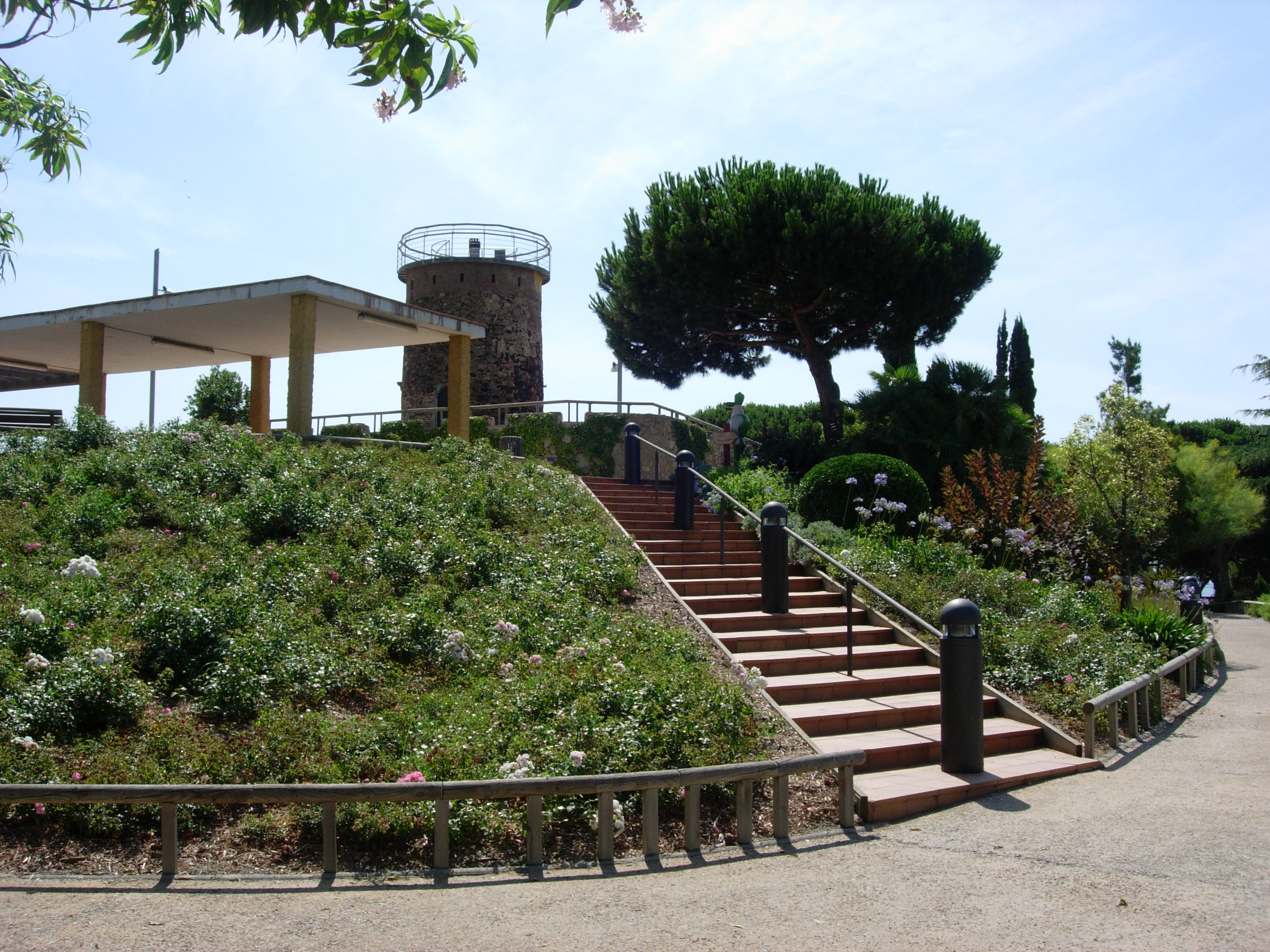
Parc del Castell